# Нильсия
Ни́льсия (фин. Nilsiä) — город в провинции Северное Саво в Финляндии.
Численность населения составляет 6 523 человек (2010). Город занимает площадь 847,77 км² из которых водная поверхность составляет 136,08 км². Плотность населения — 9,17 чел/км². 1 января 2013 город присоединен к Куопио.